# Observació del cel

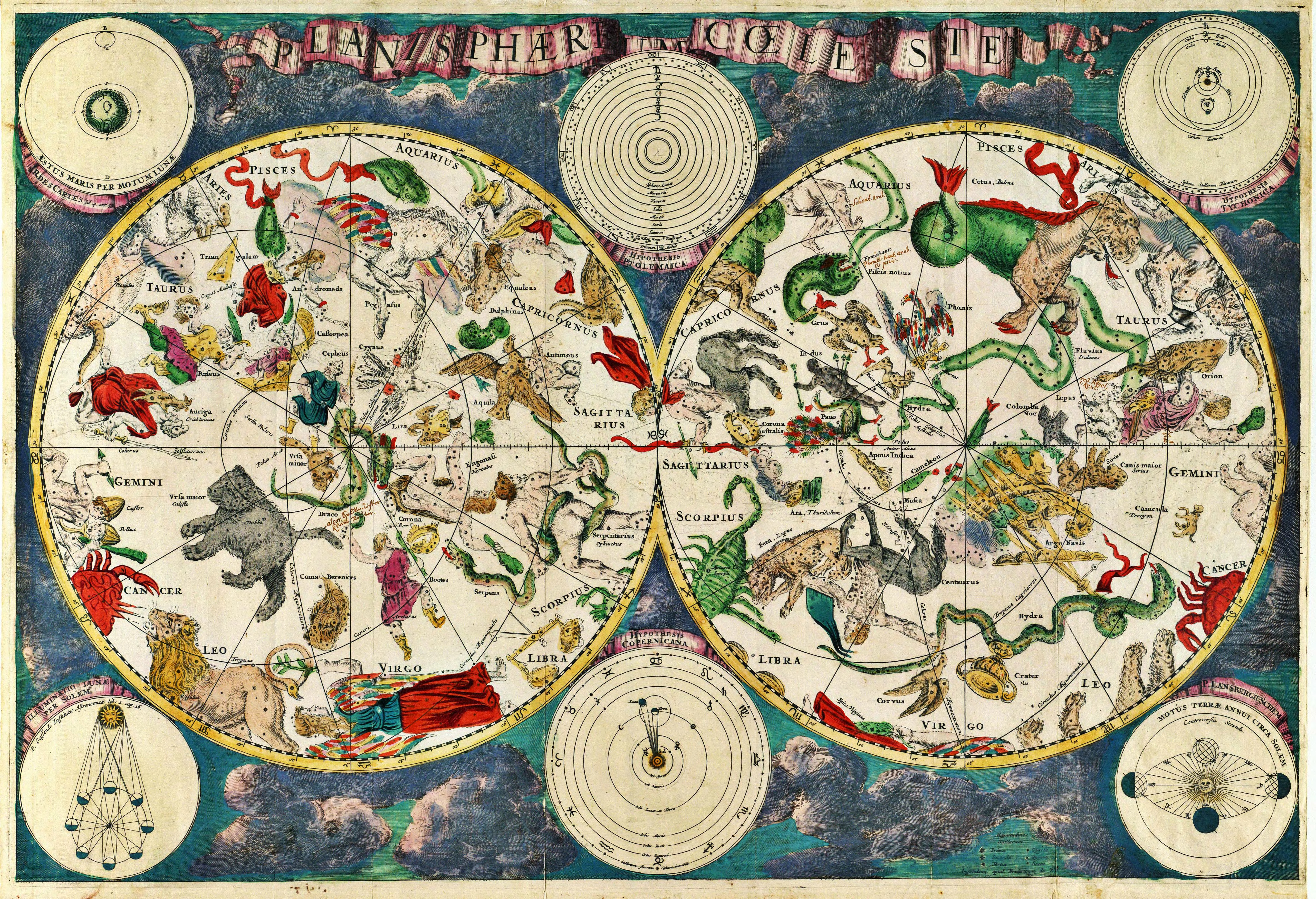
Mapa celeste del, realitzat pel cartògraf alemany Frederik de Wit.

L'Observació del cel és l'activitat a la qual l'astronomia deu la seva existència, una observació practicada per persones que al llarg de la Història, per passió i per curiositat, han aixecat els ulls i mirat al cel. Un primer enfocament d'aquesta disciplina, abordada pel costat pràctic portant una mirada cap a aquesta volta celeste, ràpidament descobreix la magnificència dels seus objectes. Aquest descobriment comença per una simple observació a ull nu que revelarà les bases d'aquesta ciència, així com una millor comprensió de l'espai que envolta la Terra, i es pot perllongar, per als més apassionats, amb la utilització d'instruments astronòmics, de vegades molt poderosos, que permetran estudiar l'espai profund.

## L'observació a ull nu

Eclipsi solar l'11 d'agost de 1999.

### Observació nocturna

#### La Lluna

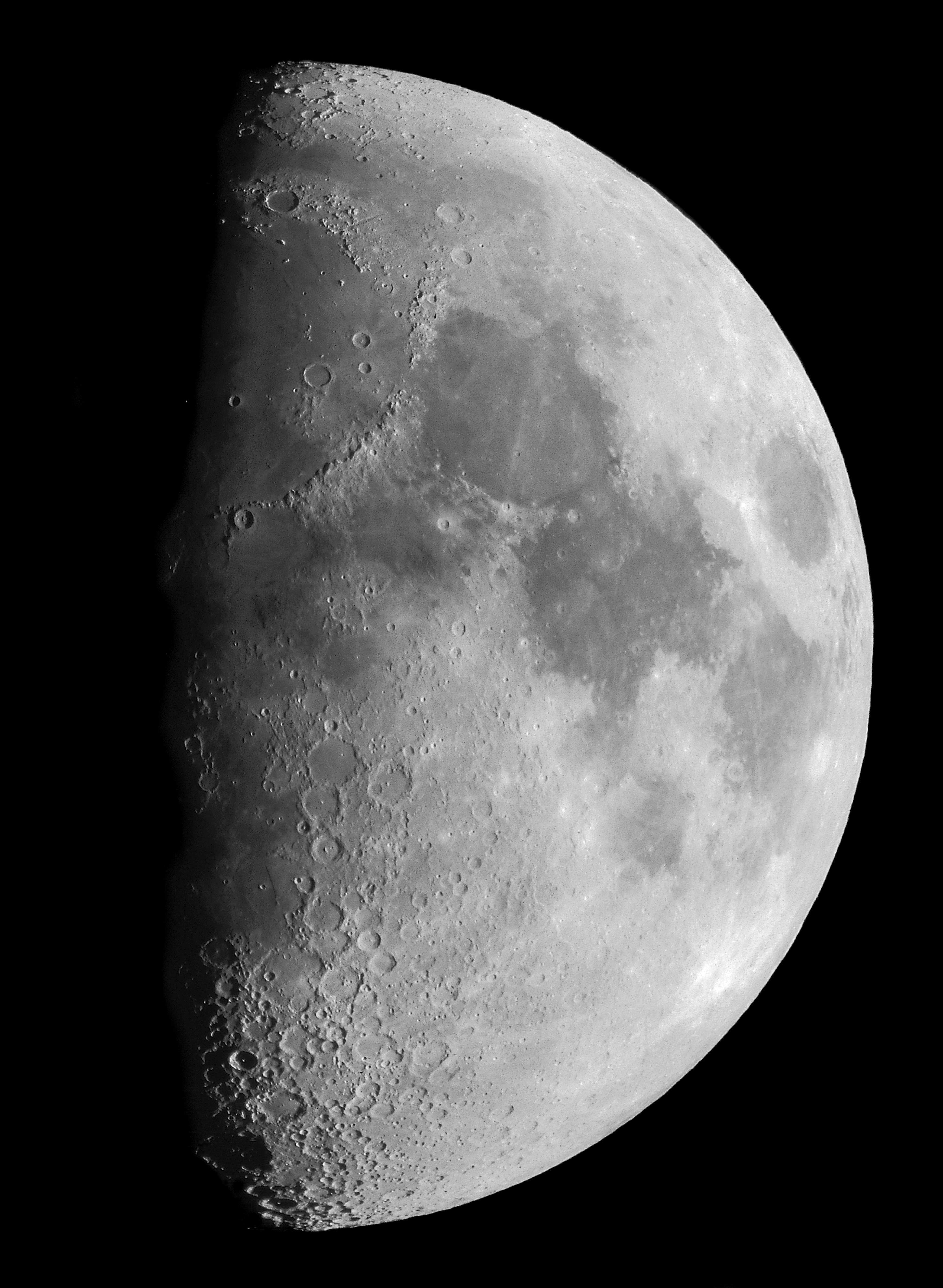
Lluna creixent, invertida pel telescopi.

La seva observació a ull nu permet un enfocament de l'únic satèl·lit natural de la Terra i comprendre millor els canvis que l'afecten.
- Les fases lunars : expliquen per si soles la posició relativa de la Lluna, de la Terra i del Sol en l'espai.

El seu resplendor prové de l'única reflexió dels raigs solars en la seva superfície, la Lluna presentarà l'aspecte d'una fina lluna creixent visible al crepuscle o a l'alba quan se situï entre la Terra i el Sol, un mitjà disc visible durant la meitat de la nit quan està formant un angle de 90 ° respecte del Sol, i un disc complet present tota la nit quan estigui en oposició al Sol
Un joc de trajectòries de raigs lluminosos també crida l'atenció: en la primera fase creixent o la seva última fase minvant, quan no és més que una lluna creixent, es pot observar que el seu costat fosc, en la penombra, presenta un feble resplendor sobre tota la seva superfície que permet distingir la forma del disc complet. Això es deu als raigs solars, reflectits una primera vegada per la Terra cap al satèl·lit, i després una segona vegada des d'aquest cap a nosaltres. Aquest llarg trajecte fa que ens arribi una feble quantitat de llum, però suficient per distingir-la.
- Els mars lunars: són les taques fosques sobre la superfície de l'astre, rastres d'impactes de meteorits gegantins que han tingut lloc fa milions d'anys. Representen la substància basàltica d'immensos cràters. De diferent composició i més fosca que la resta de la superfície, aquesta roca, per la seva extensió, fa l'efecte des de la Terra de veure mars sobre la superfície del satèl·lit, el que ha donat el seu nom a aquestes taques. Els mapes lunars disponibles en nombroses botigues especialitzades permeten localitzar-los i anomenar-los.
- Els eclipsis : seguint el mateix principi que els eclipsis solars, els eclipsis lunars només tenen lloc més que de nit quan la Lluna està en la seva fase plena i la Terra està situada entre aquesta i el Sol Sent el diàmetre de l'ombra del nostre planeta molt més gran que el del nostre satèl·lit, tenen lloc més freqüentment i tenen el mateix aspecte sense importar la posició de l'observador sobre la Terra. En el moment de la fase total, la Lluna segueix estant visible i té un color ataronjat que es deu als raigs solars desviats i tenyits per l'atmosfera terrestre.
- L'halo lunar: quan veuen un anell al voltant de la Lluna-un halo lunar-algunes persones pensen que estan davant d'un fenomen especial, però no és així. Malgrat això, són tan bonics i tan poc vistos que podem sorprendre els nostres amics avisant-los que surtin al pati quan aparegui un. L'anell es forma quan la llum de la Lluna és refractada (es dobla) en passar a través de cristalls de gel. Els anells lunars només seran visibles si hi ha núvols prou altes (llegiu fredes, perquè es formin els cristalls de gel) i primes. La forma típica hexagonal d'un vidre de gel desvia la llum de la Lluna en un angle de 22 graus (l'equivalent a dos punys tancats amb el braç estès), així que l'anell complet descriu un diàmetre de 44 graus des del nostre punt de vista. Només s'han vist anells quan la Lluna està pròxima a ser plena. La Lluna hauria de ser capaç de produir un anell en qualsevol de les seves fases, però potser són massa febles per veure excepte quan és Lluna plena.

#### Els planetes
A la nit, un observador notarà que algunes estrelles es mouen més ràpidament que altres. En realitat es tracta de planetes. Per distingir un planeta d'una estrella, cal saber que les estrelles centellegen i els planetes no, a causa de la distància molt més gran que ens separa de les primeres. Una vegada que ha trobat un planeta, ens és d'interès saber de quin es tracta, i això és, fins i tot a ull nu, fàcilment realitzable. En efecte, tots els planetes visibles tenen algunes característiques peculiars:
- Mercuri  gairebé mai és visible, ja que se situa sempre molt a prop del Sol

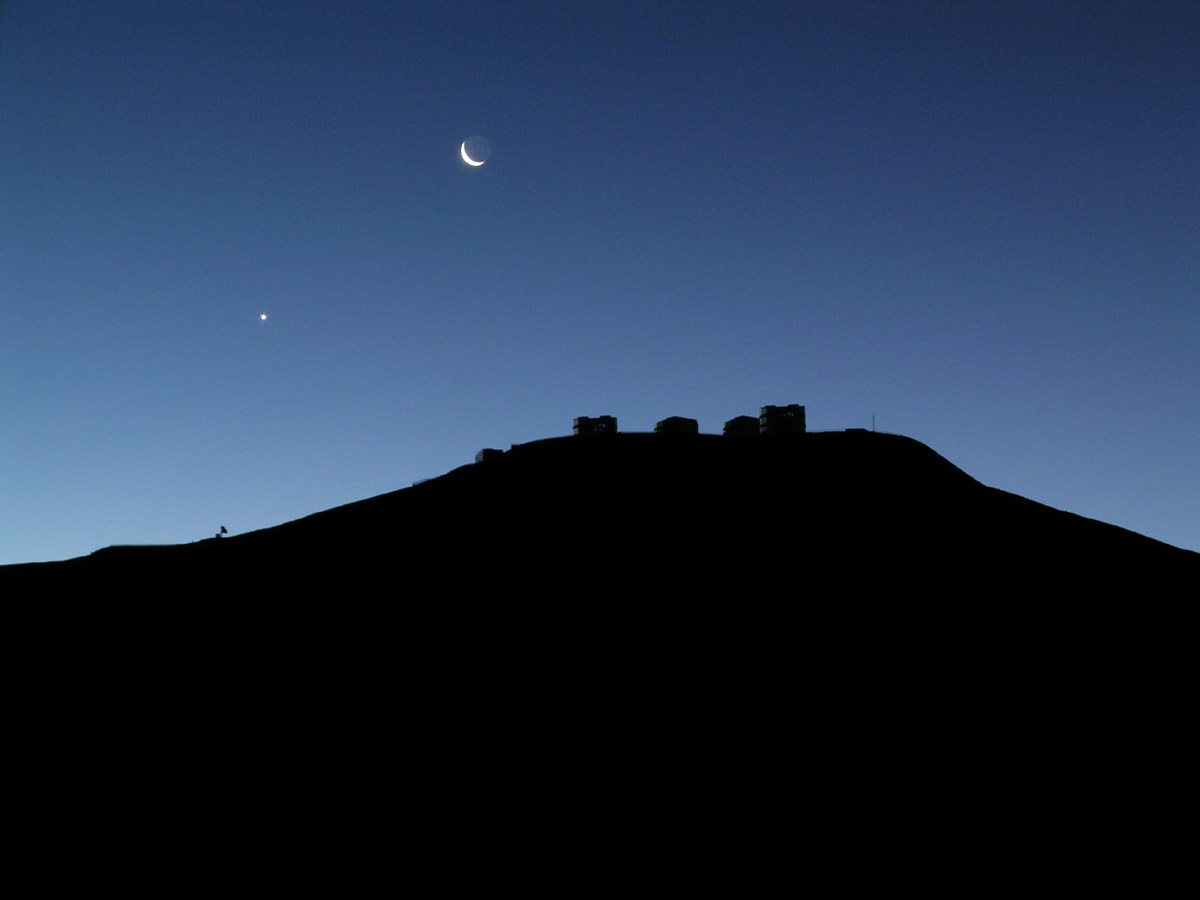
Lluna decreixent i Venus.

- Venus , també anomenada "l'estrella del Pastor", d'aspecte blanquinós, és el planeta més brillant de tots i és visible al crepuscle o a l'alba, ja que, com Mercuri, es tracta d'un planeta interior (l'òrbita està compresa entre el Sol i la Terra) i segueix al Sol en la seva òrbita (la seva elongació màxima és de 28 °). Noteu que la seva resplendor (el seu nivell lluminós, que es diu magnitud aparent) varia en funció de les seves fases (com en la Lluna) així com de la seva distància respecte a la Terra.
- Mart  no és excepcionalment brillant però es reconeix per la seva resplendor vermellós. Un observador constant (en un període de diversos dies) observar fàcilment que aquest dona a vegades mitja volta (retrògrada): això s'explica pel moviment de la Terra i de Mart i és un fenomen que, per aquest cos, té lloc aproximadament cada dos anys i dura en la seva totalitat aproximadament dos mesos. Afecta a tots els planetes exteriors.
- Júpiter és d'una resplendor groguenca. Es pot reconèixer instantàniament, encara que podem confondre amb Venus,: si s'observa l'equivalent de Venus enmig de la nit, és Júpiter.
- Saturn  és molt menys brillant que Júpiter, encara que podem observar amb relativa facilitat.

A més dels planetes, podem observar també altres "curiositats" celestes:

#### La Via Làctia
Està constituïda d'una agrupació més densa d'estrelles respecte a la resta del cel i representa un sector de la nostra galàxia vista des de l'interior.
Instal·li una nit en un lloc apartat de les grans ciutat és perquè els seus ulls s'acostumin a la foscor i esperi, relaxat, observant la volta celeste. Observar la multitud d'estrelles que constitueixen la Via Làctia és un dels majors espectacles del firmament. A l'estiu veurà una gegantina franja lletosa i irregular que travessa la volta celeste, aspecte que li ha valgut el seu nom des de la Grècia Antiga.

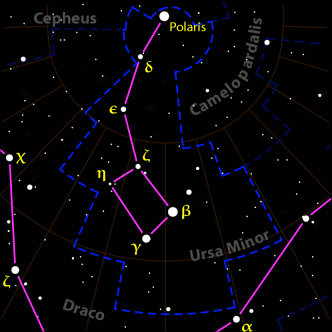
Una constel: l'Ossa Menor.

#### Les constel·lacions
No són objectes celestes pròpiament dits, ja que constitueixen una agrupació arbitrària d'estrelles per formar una figura, en general animal o mitològica. La nomenclatura de les constel·lacions i les estrelles de l'Hemisferi Nord data de l'Antiga Grècia. Els mapes disponibles a les botigues donen, en funció del dia de l'any i de l'hora d'observació, una vista completa i orientada de les constel visibles en aquest moment. La iniciació a l'astronomia passa també per aquesta etapa i permet més tard orientar fàcilment enmig de totes les estrelles i localitzar ràpidament el Nord celeste (l'Estrella Polar), la galàxia d'Andròmeda o l'estrella més lluminosa del cel (Sirià, del Ca Major), per exemple.

#### Altres objectes celestes
- Els estels fugaços

Prolongant seva observació observar punts lluminosos continus que deixen una estela que travessa ràpidament el cel: els estels fugaços. Són meteorits que sovint no pesen més d'un gram però que, escalfats pel fregament durant la seva penetració en l'atmosfera terrestre, esdevenen incandescents i desintegrant-se. Es poden veure diverses desenes en una nit. Certes nits són particularment favorables a la seva observació ja que la Terra, durant la seva òrbita, travessa regularment núvols de meteorits molt conegudes pels astrònoms.
Es poden veure molts fenòmens a ull nu, com els estels, interessants i de vegades magnífics com el cometa de Halley, vist el 1910 i el 1986. Hi ha també diversos objectes (galàxies, cúmuls globulars i nebulosa s) visibles a aquest nivell, però únicament sota l'aparença de taques lletoses llevat de les Plèiades, a la Constel·lació del Taure, on es distingeixen les diferents estrelles.

#### Consells per a l'observació nocturna
Exceptuant l'observació de la Lluna, que accepta pràcticament qualsevol condició, el primer consell és situar-se en un lloc allunyat de qualsevol font important de llum per a observar tots aquests fenòmens: eviti la ciutat, on se situen les llums que minven l'observació i en la qual la contaminació crea un "vel" opac en el qual es reflecteixen les llums. Per apreciar l'avantatge que ofereix la nit, allunyeu-vos de les grans aglomeracions urbanes amb la finalitat d'obtenir un cel el més fosc possible. Per la mateixa raó, eviti les nits de lluna, sobretot quan està pràcticament plena, ja que la seva intensa claredat perjudica fortament l'observació. Sabent que l'ull requereix un temps d'adaptació a la foscor (aproximadament de 15 a 30 minuts) per desenvolupar les seves plenes capacitats en aquestes condicions, un raig lluminós intens (far de cotxe, llanterna ...) "destrueix" aquest hàbit i redueix fortament les seves capacitats, fins i tot amb la font lluminosa i apagada, i això, de nou durant uns 15 minuts. Per evitar-ho, posi una banda adhesiva opaca, preferentment vermella, sobre la llanterna, que no donarà llavors més que la quantitat de llum estrictament necessària per permetre la lectura d'un mapa celeste, per exemple.
Observar el cel requereix espai i per això es recomana triar un lloc obert que proporcioni un camp de visió el més ampli possible. Un exemple pot ser la muntanya, que presenta també l'avantatge de tenir un aire més pur.
Finalment, per a la seva comoditat, les nits en el camp poden ser fredes i humides, de manera que és benvinguda la roba d'abrigar, així com les cadires de  càmping  plegables que garanteixen una bona posició perllongada retardant l'aparició del cansament.

## Observació amb prismàtics (binoculars)

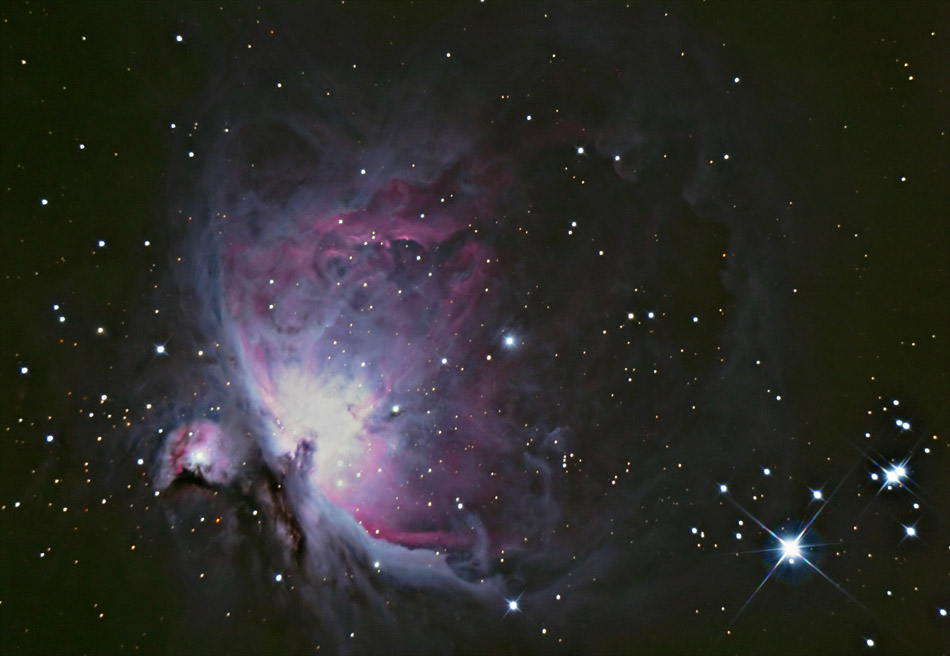
La Nebulosa d'Orió.

Els prismàtics són molt útils quan es vol observar objectes astronòmics grans i brillants. Gràcies a ells ens és possible distingir la forma dels cràters lunars. Però sobretot, i malgrat la distància que ens separa de la Lluna, es pot observar el relleu d'aquests cràters al llarg del terminador, la línia de separació entre la part il·luminada i la part fosca de la Lluna. La impressió en relleu la produeixen els jocs d'ombra i de llum en aquesta zona de la Lluna on la llum del Sol es reflecteix en un angle rasant. Aquest espectacle, per la seva senzillesa d'observació, constitueix una bona introducció a l'observació dels astres.
Els prismàtics són molt pràctics per a l'observació d'objectes difusos com les nebulosa si alguns passos d'estels. La raó es deu a la seva naturalesa mateixa: els prismàtics no augmenten massa les imatges, però no obstant això guanyen en lluminositat. Els objectes extensos es poden veure en la seva totalitat gràcies al seu ampli camp visual (el que pot no ser el cas d'un telescopi), amb una claredat i un contrast molt més elevat que a ull nu.
La nebulosa d'Orió és sens dubte una de les més lluminoses i fàcils de localitzar. Se situa en la constel lació d'Orió, una constel ben visible a l'hivern, bastant gran i molt fàcilment identificable per la seva forma rectangular i les tres estrelles que formen el "cinturó d'Orió". Es pot observar igualment la pila dels Plèiades, un cúmul estel·lar obert compost d'una quinzena d'estrella si que podem localitzar perllongant una de les diagonals del rectangle d'Orió cap al nord-oest, trobant-se els Plèiades prop d'aquest eix.
També visible, en l'hemisferi nord, a finals d'estiu, tardor i hivern, un altre espectacle sorprenent per la seva extensió, i per la seva llunyania de la Via Làctia, és l'observació de la galàxia d'Andròmeda. El més difícil aquí és la identificació de les principals constel. La constel·lació d'Andròmeda se situa sota Cassiopeia respecte a l'Estrella Polar, que només pot veure des de l'hemisferi nord.
Fixant-nos en l'estrella Beta d'Andròmeda amb els prismàtics, ascendim la visió molt lleugerament cap Cassiopea fins a aconseguir veure una primera estrella petita, després vam pujar, encara molt lleugerament, i veurem una petita taca lluminosa amb els contorns poc definits, és el cor de la galàxia d'Andròmeda. Si les condicions d'observació són bones, pot aparèixer també un oval molt difús, són els braços de la galàxia. Aquest astre és a 2,5 milions d'anys llum de nosaltres. És l'astre més llunyà que és possible observar amb prismàtics.
Amb experiència, i amb la condició que els prismàtics estiguin ben estabilitzats i amb unes excepcionals condicions atmosfèriques, els observadors dotats d'una bona visió podran distingir els quatre satèl·lits galileans de Júpiter, fins i tot amb uns simples 8 x 35.

### Elecció dels prismàtics
Les seves característiques estan determinades per dos nombres: el primer indica els augments, el segon el diàmetre de les lents de davant, o obertura. D'aquesta manera, mentre un ornitòleg potser preferiu uns prismàtics compactes de 8x35, a un observador d'astres li podrien convenir més uns de 10x50.

### Consells sobre tècniques d'observació
És molt recomanable fixar el prismàtic a un trípode (un de fotografia, per exemple) per afirmar-ho, assegurar una observació còmoda i ajudar a l'observador a no perdre el camp de l'objecte. Alguns models de prismàtics venen equipats amb un ganxo per trípode per fixar-lo fàcilment, però una mica de cinta adhesiva fa el treball en un segon. Ajusteu els prismàtics per obtenir la millor imatge possible enfocant i ajustant la distància entre els oculars perquè s'ajustin als seus propis ulls. Si utilitzeu ulleres per l'astigmatisme, probablement voldreu deixar-los llocs. Si no és així, hauria de poder enfocar bé els prismàtics sense necessitat d'usar les seves ulleres.
Advertència Important: mai intenteu observar el Sol amb prismàtics. Existeixen filtres solars especials per a binoculars, però són difícils de trobar. En observació directa, el poder de la llum concentrada cremaria els seus ulls irreparablement. Un exemple similar al que passa seria calar un foc amb una lupa en un paper o en un tros de fusta.

## Observacions amb un telescopi refractor
Un telescopi refractor és un element que està constituït per diverses lents i que enfoca els raigs lluminosos cap a un punt anomenat focus. El rol del visor situat després del focus és el de formar la imatge perquè sigui visible a l'ull, a més d'augmentar-la. Un bon telescopi refractor és un element que un manté per la resta de la seva vida, fins i tot després de l'adquisició d'un telescopi més gran.
El telescopi refractor, per la seva obertura reduïda (per tant menys lluminosa), s'adapta especialment per a l'observació de la Lluna i els planetes. Un model de 60 mm de diàmetre permet observar molts detalls en aquests. Malgrat que la claredat d'un telescopi refractor petit és menor que la d'un bon parell de prismàtics, permet assolir un major augment per observar detalls d'una manera més còmoda.
Júpiter és un planeta que no han de deixar d'observar els primerencs equipats amb un telescopi refractor. La seva observació ens permet veure les grans acompanyants del planeta que són les llunes galileanas, i també clars detalls de la seva superfície. Ens mostra quant és l'observació astronòmica un treball de paciència. La gent que esperi obtenir gran entreteniment haurà de canviar a un telescopi més poderós per no desil·lusionar, però el seu ús requereix manejar bases d'astronomia. Els que prefereixin esperar per una altra cosa per satisfer la infinita curiositat seran compensats per aquest univers en el qual els més petits detalls ens van portar als més grans descobriments. Va ser amb un telescopi molt menys efectiu que els que tenim a l'abast avui dia amb el qual Galileu va descobrir les llunes de Júpiter, i amb el qual es va convèncer que Copèrnic tenia raó: la Terra es mou !
Amb un telescopi refractor, també és possible seguir les fases de Venus i el canvi del seu diàmetre visible amb el pas dels mesos. Mart apareix com un disc ataronjat, però en general sense el més mínim detall. És possible, de tota manera, observar la fluctuació del seu diàmetre al llarg de l'any. En una bona configuració entre Mart i la Terra, quan el planeta vermell està més a prop, és possible distingir el seu casquet polar.
El planeta més distant que es pot observar amb un telescopi refractor és Saturn. Si les condicions d'observació són bones, revela el bell espectacle dels seus anells. Un pot seguir el canvi de la seva aparença. El 2002, van ser vistos de front, i seran vistos de perfil el 2010. Llavors seran completament invisibles i caldrà esperar dos o tres anys per poder-los veure al telescopi novament. Per mentre, la seva aparença canvia d'any a any. Amb l'experiència també és possible distingir Tità.
El telescopi refractor és un instrument perfectament apropiat per a l'observació del Sol, però s'han de prendre precaucions dràstiques per evitar cremar la retina. Quan aquestes precaucions han estat preses, el Sol revela les seves característiques de manera que se li pot veure evolucionar dia rere dia i moure causa de la seva rotació. També és possible observar objectes com nebuloses (M42) o cúmuls globulars (M13). Finalment, no oblidem la Lluna, en la qual una multitud de detalls es presenten per a l'observació: cràters, muntanyes, etc. Com amb prismàtics, són les observacions del terminador les que mostren més notablement el relleu lunar.

### Elecció del telescopi refractor
El principal problema òptic dels telescopi refractors és l'aberració cromàtica. Quan s'observa un planeta, la Lluna, o una estrella brillant a gran augment, es veu envoltada per una brillantor difús de color desenfocat, usualment blau o violeta. Aquest efecte pot ser reduït amb l'ús de lents de gran distància focal, però això pot resultar en un instrument poc manejable. Els refractors poden fer-se essencialment lliures de colors falsos utilitzant diversos dissenys apocromáticos, molts dels quals s'usen tres lents (un triplet) al contrari de les dues lents (un doblet) trobats més comunament en els elements acromàtics. Aquest sistema és costós. Refractors d'aquest tipus poden ser menys molestos perquè es poden fer servir lents d'una menor distància focal, resultant en un telescopi més curt. És difícil construir refractors de més de 150 mm d'obertura pel costós del vidre emprat i les possibilitats que es trenqui durant la fabricació. Afegim a més que un refractor és car comparat amb altres telescopis de diferents tipus de la mateixa longitud. Els refractors de 60 mm de diàmetre són barats, però des de 100 mm cap amunt poden ser tres vegades més costosos (o més) que un telescopi de miralls de la mateixa obertura.
D'altra banda, un telescopi es pot transportar fàcilment, el que és un gran benefici. A més, en aquest telescopi, la quantitat de llum recollida no és obstruïda pel mirall alternatiu que es troba en altres telescopis, el que augmenta la qualitat de la imatge, ja que s'usa tota la superfície per recollir la llum. La millor opció (però també la més costosa) és el telescopi apocromàtic, que corregeix totes les aberracions (cromàtica i esfèrica).

### Consells d'ús

#### El Sol
La seva observació, el mateix que amb prismàtics (vegeu més amunt), s'ha de dur a terme  seguint les més estrictes mesures de seguretat . La cremada de retina no fa mal, però és absolutament irreversible. És, per tant, necessari utilitzar filtres, dels quals hi ha dos tipus: el filtre solar, sumat a la part de darrere de l'ocular, en general es ven amb el telescopi. El seu únic ús no és adaptable perquè és sotmès a altes temperatures que provoquen que exploti ràpidament. El seu ús ha de ser combinat amb el "helioscopi de Herschel", que dispersa la calor. Aquest accessori es ven generalment en botigues especialitzades. El segon model se situa en la part davantera, i redueix el flux lluminós abans que entri a l'instrument. Costlier és la solució més segura, amb la condició d'usar un filtre. Aquesta solució té doble avantatge: en estar fora del sistema òptic i, per tant, a temperatura ambient, no hi ha perill que es trenqui per la calor. D'altra banda, en estar ubicat davant del telescopi, els defectes influeixen menys en la qualitat de la imatge que el primer tipus de filtre instal·lat en l'objectiu, just davant de l'ull.
En tot cas, comprovi amb compte la instal·lació abans d'iniciar l'observació del Sol Mai està de més posar un full de paper sota l'ocular per confirmar que la brillantor no sigui molt fort: els seus ulls no tenen preu.

#### La Lluna
En la seva fase de Lluna Plena pot aparèixer espectacular, però d'una altra manera no es fa molt interessant. De fet, tenint des de la Terra en línia paral·lela amb el Sol, no és possible distingir ombres en la superfície que ens permeten observar els seus detalls. Per això, són preferibles els períodes abans o després d'aquesta fase i concentrar l'observació a la zona del límit entre l'àrea il·luminada i l'àrea d'ombra, on els raigs brillen en la superfície i permeten una millor visió dels cràters.
Nota: també hi ha filtres per posar en l'ocular per l'observació de la Lluna de manera que no sigui distorsionada per la brillantor de la Lluna plena. A diferència del Sol, no hi ha amenaça en l'observació de la Lluna. El seu ús és, de tota manera, recomanat perquè filtra els raigs UV reflectits per la superfície lunar. Els filtres lunars  no han de ser utilitzats per a l'observació del Sol 

## Observació amb un telescopi reflector
Un telescopi reflector no està compost per lents, sinó per miralls. Sent de manufactura menys costosa, un pot, pel preu d'un telescopi refractor, adquirir un instrument de major diàmetre que ens dona accés a l'espai profund. De tota manera, per aprofitar realment el poder d'un telescopi reflector, és necessari tenir un bon lloc d'observació, lliure i allunyat de les llums de la ciutat.
Amb un telescopi reflector de 150 mm, l'espectador pot distingir les espirals braços d'algunes galàxies i detalls en diversos cúmuls estel·lars i constel·lacions. Amb un instrument així, gran part dels objectes Messier es poden observar amb gran detall. Aquests instruments també són molt interessants per a l'observació de planetes, els quals revelen, gràcies al seu millor poder d'anul·lacions, una multitud de detalls com la Gran Taca de Júpiter, visible amb un telescopi de 200 mm, o la divisió de Cassini en els anells de Saturn. Es fa possible seguir les alteracions en l'aparença dels principals planetes del sistema solar amb el pas dels mesos, i els cràters de la Lluna apareixen amb tots els seus detalls en l'adaptador.
Un mirall reflector prou poderós (300 mm) s'obre camí per seguir estels, el sant grial dels astrònoms aficionats. Tots ells somien descobrir una nova estrella a la qual puguin batejar amb el seu nom. Els caçadors de cometes constitueixen un grup a part en el món de l'astronomia com a hobby. A més de ser material costós, la investigació dels estels requereix gran rigor perquè demanda observacions sistemàtiques, però alguns seguidors arriben gairebé a comptar deu d'aquestes estrelles en la seva llista d'observacions.
Qualsevol sigui el tipus d'observació, és amb l'astrofotografia amb la qual cosa es treu major profit a tots aquests instruments. Allargant el temps d'exposició, la brillantor i el contrast de la foto permet observar fins als més mínims detalls. La millor solució assolible per a tothom és l'ús d'un sensor CCD connectat a un ordinador. Aquests sensors es troben a tots els aparells electrònics amb capacitat de capturar imatges (càmera web, càmera digital, mòbil, etc.). Els sensors presents en aquests aparells poden ser utilitzats en astrofotografia CCD, però les millors imatges s'obtenen amb sensors monocromàtics. Qualsevol sigui el cas, l'interessat en l'astronomia que vulgui convertir-se en astrònom aficionat ha de començar a aprendre els principis bàsics de l'òptica, perquè alguns instruments d'eficiència òptima no es troben a les botigues.

### Tipus de telescopis reflectors
Existeixen dos tipus principals de telescopis reflectors: el Newton i el Schmidt-Cassegrain.
| Telescopi tipus Newton    | Telescopi tipus Schmidt-Cassegrain    | Un telescopi Schmidt-Cassegrain       |
| El telescopi tipus Newton | El telescopi tipus Schmidt-Cassegrain | El telescopi tipus Schmidt-Cassegrain |

#### El telescopi tipus Newton
El telescopi tipus Newton es caracteritza per un tub força llarg, una mica menor en la seva distància focal i es compon d'un mirall parabòlic principal i un mirall pla alternatiu prop de l'obertura principal, orientat a 45 °, que reflecteix la llum cap a fora a través d'un objectiu. L'observació es fa pel lateral del tub, que està obert i permet que la pols entre i es dipositi al mirall. El seu altre inconvenient és que la temperatura a l'interior del tub és lleugerament superior a la temperatura ambient (almenys al principi de la nit), de manera que l'aire més càlid, en escapar, crea turbulències que perjudiquen la qualitat de la imatge.

#### El telescopi tipus Schmidt-Cassegrain
El segon tipus, el Schmidt-Cassegrain, juntament amb la seva variant, el Maksutov-Cassegrain, es caracteritzen per la seva tub d'escassa longitud i la situació de l'objectiu en la part posterior. En aquests telescopis, la llum, després de travessar una lent correctora de vidre (o una lent en el cas del Maksutov) a l'entrada del tub (que aquesta tancada), colpeja el mirall principal còncau i esfèric i es reflecteix en un petit mirall convex fix, tornant cap enrere i sortint a través del mirall principal, que té un forat en el seu centre. Aquest doble recorregut a l'interior del tub aconsegueix reduir apreciablement la seva longitud a la meitat, respecte a la distància focal.

### Tipus de catadiòptrics

#### Schmidt
El Schmidt és un model les superfícies són totes esfèriques, aconseguint un instrument fàcil de fabricar. Empra un disseny "Cassegrain" amb un plat corrector en el front del tub que "corregeix" totes les aberracions que pogués tenir el sistema esfèric (ia més proporciona l'avantatge d'aconseguir un tub hermèticament tancat). El mirall secundari en un telescopi Schmidt es munta al plat corrector.

#### Maksutov
El Maksutov és similar al Schmidt excepte que utilitza un prim plat còncau corrector i el mirall secundari és normalment un punt recobert de substància reflectora a la part posterior del corrector. Aquest disseny té l'avantatge afegit sobre el Schmidt que no necessita calibratge, tots els elements òptics tenen ja fixada la calibratge.
El gran avantatge del telescopi reflector sobre el telescopi refractor és el seu preu de fabricació, la qual cosa permet adquirir per una quantitat raonable un instrument d'un diàmetre major, però que a canvi necessita una major quantitat de llum provinent dels objectes lluminosos més distants i febles. D'altra banda, l'aberració cromàtica no existeix amb aquest tipus d'instrument, però a canvi el mirall alternatiu redueix en part el camp de visió, el que és un inconvenient (pèrdua de brillantor de l'ordre del 5 al 10%). És un telescopi que requereix entreteniment: el mirall principal té un cert grau de llibertat a l'interior del tub i pot descalibrar en alguns casos (per causa d'un cop fort, per exemple), requerint un recalibrat per part de l'usuari. Aquest mateix mirall aquesta cobert d'una fina capa d'alumini que es deteriora al contacte amb l'aire i té una vida de 8 a 10 anys. Les marques comercials especialitzades en telescopis tenen en compte aquest fet.